# Menhir de Grönhögen
Le menhir de Grönhögen, connu également sous le nom de « Långa Maja », est un menhir situé près de Grönhögen (sv), village de l'île d'Öland, en Suède.

## Situation
Le monolithe se dresse dans un pré, à environ deux kilomètres au sud-est de Grönhögen, dans le sud de l'île ; il se trouve à proximité de la route 136 qui relie Grönhögen au village d'Ottenby (en).

## Description
Le menhir mesure 3,70 m de hauteur (ou 4 m) ; il pourrait dater de l'Âge du fer.